# Eutiara mayeri
Eutiara mayeri is een hydroïdpoliep uit de familie Pandeidae. De poliep komt uit het geslacht Eutiara. Eutiara mayeri werd in 1918 voor het eerst wetenschappelijk beschreven door Bigelow. 